# 아타리-와가 국경 의식

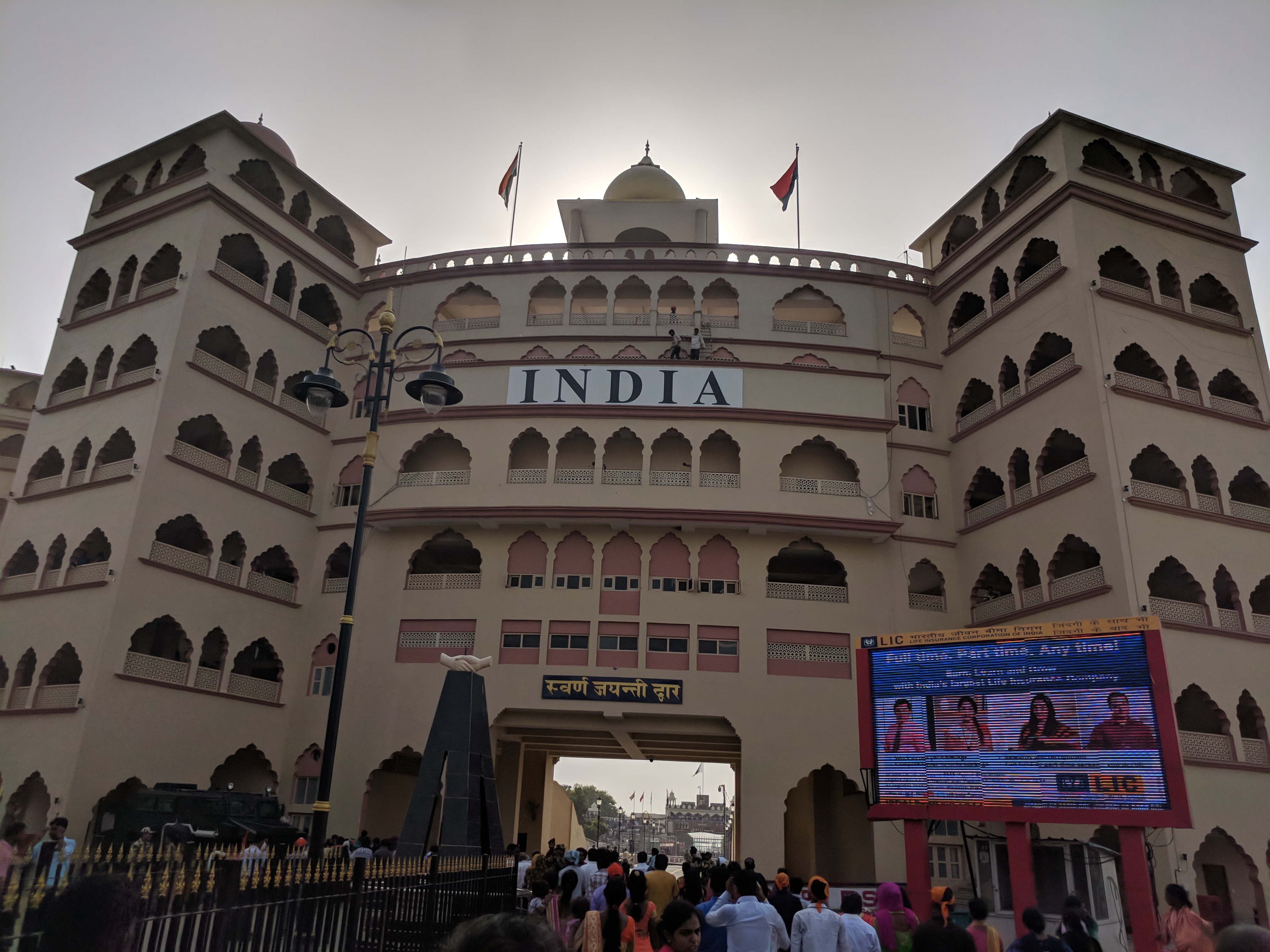
인도 측 국경

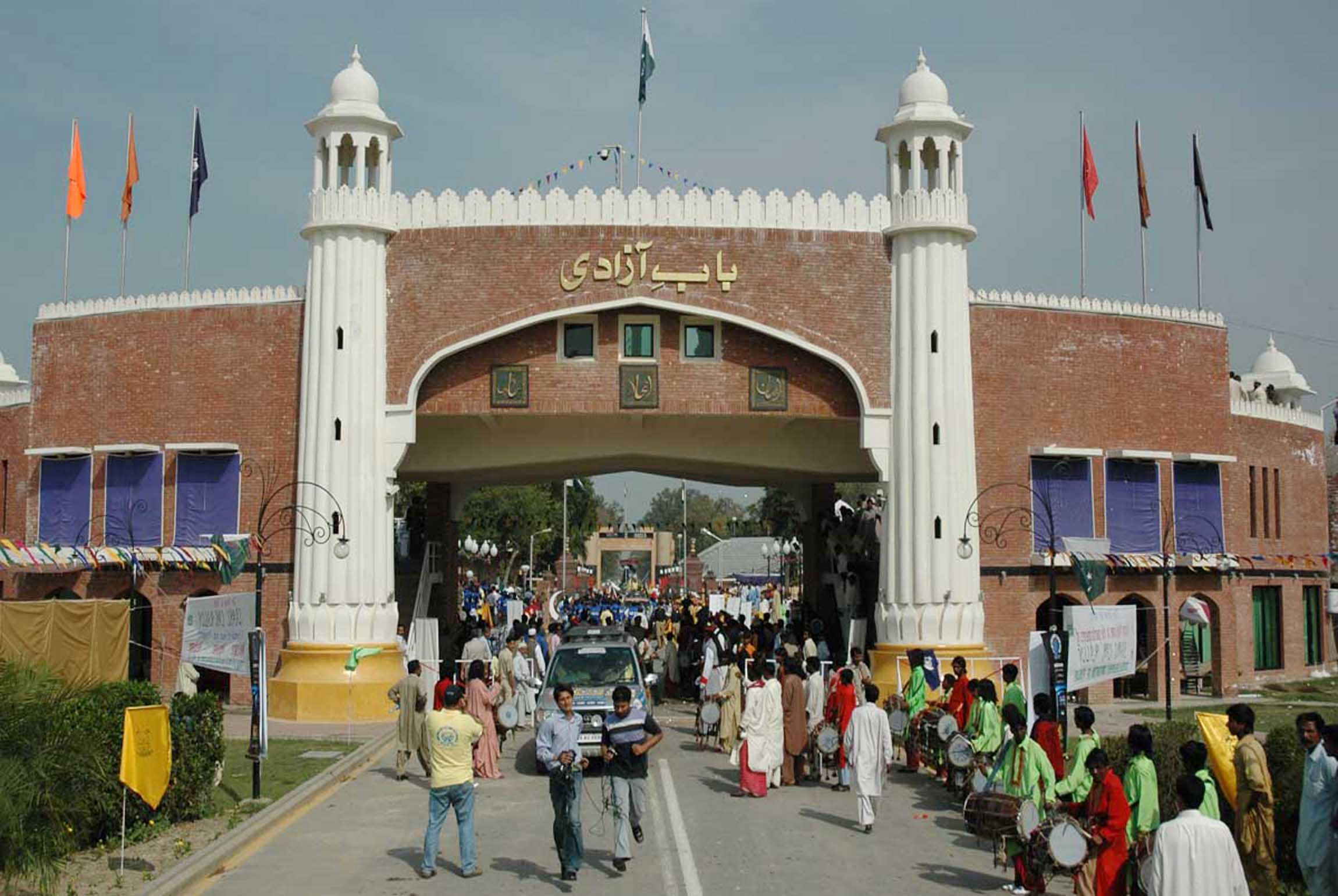
파키스탄 측 국경

아타리-와가 국경 의식(Attari–Wagah border ceremony)은 인도 펀자브주 아타리와 파키스탄 펀자브주 와가에서 양국 국경 수비대가 매일 진행하는 국기 하강식으로 1959년 시작했다. 춤을 추는 듯한 동작과 최대한 다리를 높이 들어 올리는 등의 화려하고 역동적인 자세로 유명하다. 아타리-와가 국경 의식은 양국의 우애 혹은 라이벌 의식의 상징과 같다. 양국은 디왈리와 이슬람 축제 등의 도중에 간식을 나누기도 한다. 아타리-와가 국경 의식은 양국 국경 수비대장이 악수를 하고 국기를 하강하며 끝난다.